# Krakovany (district de Piešťany)
Pour les articles homonymes, voir Krakovany.
Krakovany est un village de Slovaquie situé dans la région de Trnava.

## Histoire
Première mention écrite du village en 1113.

## Démographie

### Évolution de la population
| Année:               | 1994. | 2004.   | 2014.   | 2024.   |
| -------------------- | ----- | ------- | ------- | ------- |
| Nombre de personnes: | 1351  | 1343    | 1447    | 1444    |
| Différence:          |       | -0,59 % | +7,74 % | -0,20 % |

| Année:               | 2023. | 2024.   |
| -------------------- | ----- | ------- |
| Nombre de personnes: | 1446  | 1444    |
| Différence:          |       | -0,13 % |